# Claudia Bullerjahn
Claudia Bullerjahn (* 1962 in Berlin) ist eine deutsche Musikwissenschaftlerin. Seit 2004 ist sie als Professorin für Systematische Musikwissenschaft und Musikkulturen der Gegenwart an der Justus-Liebig-Universität Gießen tätig.

## Leben und Wirken
Claudia Bullerjahn absolvierte ein Lehramtsstudium mit den Fächern Musik, Biologie, Philosophie und pädagogische Psychologie an der Hochschule für Musik und Theater Hannover und der Universität Hannover. Im Jahr 1987 erlangte sie ein Musiklehrer-Diplom im Fach Klavier, 1988 das Erste Staatsexamen für das Lehramt an Gymnasien. Sie schloss ein Aufbaustudium Musikwissenschaft und Musikpädagogik an und promovierte 1997 an der Hochschule für Musik und Theater Hannover mit dem Thema Grundlagen zur Wirkung von Filmmusik.
Von 2002 bis 2004 vertrat sie eine Professur für Systematische Musikwissenschaft an der Universität Hildesheim. Seit 2004 ist sie Professorin für Systematische Musikwissenschaft und Musikkulturen der Gegenwart an der Justus-Liebig-Universität Gießen. Ihre Forschungsschwerpunkte liegen im Bereich der Filmmusik, der Musik in den Medien, Musik von Kindern und Jugendlichen sowie des Verhältnisses von Musik und Ökonomie.
Von 1991 bis 2005 war Bullerjahn im Vorstand der Deutschen Gesellschaft für Musikpsychologie. Von 2007 bis 2018  war sie Mitherausgeberin der Jahrbuchs Musikpsychologie.

## Veröffentlichungen

### Als Autorin
- Grundlagen der Filmmusik. 4., unveränderte Auflage, Wißner-Verlag, Augsburg 2019. ISBN 978-3-95786-183-2.
- Motivationale Aspekte des Musizierens in der Schule – Eine kulturvergleichende Untersuchung. In G. Schellberg, T. Krettenauer & A. Heye (Hrsg.) Musik – Leben – Forschung. Festschrift zum 65. Geburtstag von Heiner Gembris. Schriften des Instituts für Begabungsforschung in der Musik; Bd. 13, S. 127–146, Lit-Verlag, Münster 2019
- Populäres und Artifizielles in den Musikvideos von Madonna. In: Claudia Bullerjahn, Hans-Joachim Erwe (Hrsg.): Das Populäre in der Musik des 20. Jahrhunderts. Wesenszüge und Erscheinungsformen. Olms-Verlag, Hildesheim 2001, S. 203–268, ISBN 978-3-487-11495-8
- mit Jennifer Nowal: Validierung eines Fragebogens zur Freizeitmotivation. Eine explorative Untersuchung psychologischer Grundbedürfnisse von Amateurmusikern und -sportlern. Jahrbuch Musikpsychologie, 29., 2019, doi:10.5964/jbdgm.2019v29.38
- mit Max Hilsdorf: Modulation of negative affect predicts acceptance of music streaming services, while personality does not. Frontiers in Psychology, 12: 659062, published: 20. Juli 2021. doi:10.3389/fpsyg.2021.659062
- mit Larina Meinel: More horror due to specific music placement? Effects of film music on psychophysiological responses to a horror film. Psychology of Music. First published 14. Februar 2022, S. 1–16.

### Als Mitherausgeberin
- Musik und Ökonomie: Finanzieren und Vermarkten von und mit Hilfe von Musik – musikästhetisches und musikpädagogisches Haushalten, herausgegeben von Claudia Bullerjahn und Wolfgang Löffler. Olms Verlag, Hildesheim; Zürich; New York, NY 2009 ISBN 978-3-487-14329-3.
- Kinder - Kultur: ästhetische Erfahrungen, ästhetische Bedürfnisse, herausgegeben von Claudia Bullerjahn, Leske und Budrich, Opladen 1999. ISBN 978-3-8100-2243-1.
- Bände 19 bis 28 des Jahrbuchs Musikpsychologie.[5]